# Velilla del Río Carrión
Velilla del Río Carrión és un municipi de la província de Palència, a la comunitat autònoma de Castella i Lleó.

## Pedanies
- Alba de los Cardaños
- Camporredondo de Alba
- Cardaño de Abajo
- Cardaño de Arriba
- Otero de Guardo
- Valcobero
- Valsurbio

## Alcaldes
| Període      | Nom de l'alcalde/-essa                       | Partit polític                                          | Data de possessió |
| ------------ | -------------------------------------------- | ------------------------------------------------------- | ----------------- |
| 1979 - 1983  | Félix Bonillo González                       | Democracia Municipal                                    | 19/04/1979        |
| 1983 - 1987  | Carlos Díez de la Hoz                        | Aliança Popular                                         | 28/05/1983        |
| 1987 - 1991  | Félix Bonillo González                       | Izquierda Unida                                         | 30/06/1987        |
| 1991 - 1995  | Félix Bonillo González                       | Unidad Palentina                                        | 15/06/1991        |
| 1995 - 1999  | Félix Bonillo González                       | Unidad Regionalista de Castilla y León                  | 17/06/1995        |
| 1999 - 2003  | Félix Bonillo González                       | Unidad Regionalista de Castilla y León / Partit Popular | 03/07/1999        |
| 2003 - 2007  | Josefina Fraile (fins a 2005) / Nuria García | CIVES / No adscrita                                     | 14/06/2003        |
| 2007 - 2011  | Gonzalo Pérez Ibáñez                         | Partit Popular                                          | 16/06/2007        |
| 2011 - 2015  | n/d                                          | n/d                                                     | 11/06/2011        |
| 2015 - 2019  | n/d                                          | n/d                                                     | 13/06/2015        |
| 2019 - 2023  | n/d                                          | n/d                                                     | 15/06/2019        |
| Des del 2023 | n/d                                          | n/d                                                     | 17/06/2023        |